# Rivière Chênevert
Pour les articles homonymes, voir Chênevert.
La rivière Chênevert est un affluent de la rive sud de la rivière Suzie, coulant dans le territoire de la ville de Senneterre, dans la municipalité régionale de comté (MRC) de La Vallée-de-l'Or, dans la région administrative de l’Abitibi-Témiscamingue, au Québec, au Canada.
La rivière Chênevert coule entièrement en territoire forestier au nord-est de la limite réserve faunique La Vérendrye. La foresterie constitue la principale activité économique de ce bassin versant ; les activités récréotouristiques, en second. La surface de la rivière est habituellement gelée de la mi-décembre à la mi-avril.

## Géographie
La rivière Chênevert prend sa source à l’embouchure du lac Chênevert (longueur : 6,5 km dans le sens nord-sud ; largeur maximale : 1,6 km ; altitude : 489 m). Ce lac s’alimente surtout de la décharge du lac Joffre (venant du nord), la décharge du lac Rachel et la décharge du lac Brenotte (venant du sud).
Le lac Chênevert est situé à :
- l'ouest de la ligne de partage des eaux avec le sous-bassin versant de la rivière Suzie (coulant vers le nord) ;
- l'est de la ligne de partage des eaux avec le sous-bassin versant du ruisseau Hudson (coulant vers le nord-ouest, puis le nord-est), un affluent du lac Lacoursière lequel est traversé vers le nord par la rivière Suzie.

L’embouchure du lac Chênevert est située à 3,7 km au sud de la confluence de la rivière Chênevert avec la rivière Suzie, à 117 km à l'est du centre-ville de Senneterre, à 85 km à l'ouest du centre du village de Parent et à 7,1 km au sud du chemin de fer du Canadien National.
Les principaux bassins versants voisins de la rivière Chênevert sont :
- côté nord : rivière Suzie, ruisseau Hudson ;
- côté est : rivière Suzie ;
- côté sud : lac Brenotte, lac Suzie ;
- côté ouest : lac Jalobert, lac Choiseul, rivière Kekek.

À partir de l’embouchure du lac Chênevert, la rivière Chênevert coule sur 4,2 km selon les segments suivants :  *0,8 km vers le nord-est en traversant une zone de marais, jusqu’à la décharge (venant du sud) du lac Barrot ;
- 3,4 km vers le nord en traversant deux zones de marais, jusqu'à la confluence de la rivière[2].

La rivière Chênevert se décharge sur la rive sud dans un coude de la rivière Suzie laquelle est un affluent de la rivière Mégiscane. Cette dernière coule vers le nord jusqu’au lac Parent qui se déverse dans la rivière Bell, un affluent du lac Matagami. Ce dernier se déverse à son tour dans la rivière Nottaway, un affluent de la rive sud-est de la Baie James.
Cette confluence de la rivière Chênevert avec la rivière Suzie est située, à 3,4 km au sud du chemin de fer du Canadien National, à 6,1 km au sud-est de la gare ferroviaire de Rivière-Susie, à 84,7 km à l'ouest du centre du village de Parent, à 32,1 km au sud-est du réservoir Gouin et à 43,2 km au sud-est d’une baie au sud du lac Mégiscane.

## Toponymie
Le toponyme rivière Chênevert a été officialisé le 17 août 1978 à la Commission de toponymie du Québec.